# 프렌치 수프
"프렌치 수프"(프랑스어: La Passion de Dodin Bouffant)는 2023년 개봉한 프랑스의 역사, 로맨틱 드라마 영화이다. 쩐아인훙이 감독과 각본을 맡았다. 2023년 칸 영화제 감독상 수상작이자 황금종려상 경쟁후보작이다.